# Ninja Thyberg
Ninja Thyberg (12 de octubre de 1984) es una cineasta sueca, reconocida principalmente por su largometraje Pleasure de 2021.

## Biografía
Thyber nació en 1984 y creció en Gotemburgo. Entre 2012 y 2015 estudió dirección de cine en la Academia de Arte Dramático de Estocolmo. Tras dirigir algunos cortometrajes entre 2010 y 2012, en 2013 dirigió Pleasure, un corto acerca de la industria del porno que ganó el premio Canal+ en la semana de la crítica del Festival de Cannes de 2013. 
Entre 2012 y 2015 dirigió varios cortos que tuvieron repercusión en festivales de cine europeos y norteamericanos. Afro (2012) fue nominado al Premio 1km en el Festival de Cine de Estocolmo, Hot Chicks (2014) ganó el mismo premio en la edición de 2014 del festival y logró una nominación a mejor cortometraje en el Festival de Cine de Gotemburgo, y Catwalk (2015) ganó la distinción Student Visionary en el Festival de Cine de Tribeca.
En 2021 estrenó el largometraje Pleasure, basado en su cortometraje del mismo nombre. Protagonizado por Sofia Kappel, el filme relata la historia de una joven sueca que viaja a los Estados Unidos para iniciar una carrera como actriz pornográfica, descubriendo los oscuros secretos de esa industria. Debutó en el Festival de Cine de Sundance de 2021 y cosechó críticas positivas.

## Filmografía

### Cortometrajes
- 2010 - Vat
- 2011 - Mamma pappa barn
- 2012 - Afro
- 2013 - Pleasure
- 2014 - Hot Chicks
- 2015 - Catwalk
- 2015 - The Kill
- 2015 - Hingsten
- 2015 - Girls & Boys

### Largometrajes
- 2021 - Pleasure